# Curarén
Curarén (uit het Nahuatl: "Dicht bij de plaats van de Colhua") is een gemeente (gemeentecode 0804) in het departement Francisco Morazán in Honduras.
De hoofdplaats ligt bovenaan een helling. Het dorp heeft bij verschillende departementen gehoord. In het begin hoorde het bij Comayagua. In 1843 ging het over naar Choluteca en in 1869 naar La Paz. In 1878 kwam het terecht bij het departement Tegucigalpa, dat nu Francisco Morazán heet.

## Bevolking
De bevolking is als volgt verdeeld:
| Vrouwen | 10.153 | 48,9% |
| Mannen  | 10.622 | 51,1% |

## Dorpen
De gemeente bestaat uit zestien dorpen (aldea), waarvan de grootste qua inwoneraantal: Curarén (code 080401), El Portillo de San Juan Bosco (080404) en Macancicre (080412).